# 호오리새
호오리새(----, 학명: Schizachne purpurascens 스키자크네 푸르푸라스켄스[*])는 벼과의 단형 속인 호오리새속(----屬, 학명: Schizachne 스키자크네[*])에 속하는 유일한 종이다. 한국에서 자생하며, 그 외에 러시아 극동과 미국, 캐나다 등지에도 분포한다.

## 종내 분류군
- S. purpurascens subsp. callosa (Turcz. ex Griseb.) T.Koyama & Kawano
- S. purpurascens subsp. capillipes (Kom.) Tzvelev